# Cantone di Lormes
Il Cantone di Lormes era una divisione amministrativa dell'arrondissement di Clamecy.
È stato soppresso a seguito della riforma complessiva dei cantoni del 2014, che è entrata in vigore con le elezioni dipartimentali del 2015.
Comprendeva i comuni di:
- Bazoches
- Brassy
- Chalaux
- Dun-les-Places
- Empury
- Lormes
- Marigny-l'Église
- Pouques-Lormes
- Saint-André-en-Morvan
- Saint-Martin-du-Puy